# Camden (Arkansas)
 For alternative betydninger, se Camden. (Se også artikler, som begynder med Camden)
Camden er en amerikansk by og administrativt centrum for det amerikanske county Ouachita County i staten Arkansas. I 2007 havde byen et indbyggertal på 11.657.
33°34′15″N 92°50′6″V / 33.57083°N 92.83500°V